# العلاقات الفنزويلية النيوزيلندية
العلاقات الفنزويلية النيوزيلندية هي العلاقات الثنائية التي تجمع بين فنزويلا ونيوزيلندا.

## مقارنة بين البلدين
هذه مقارنة عامة ومرجعية للدولتين:
| وجه المقارنة                                              | فنزويلا                                  | نيوزيلندا                                              |
| --------------------------------------------------------- | ---------------------------------------- | ------------------------------------------------------ |
| المساحة (كم2)                                             | 916.45 ألف                               | 268.02 ألف                                             |
| عدد السكان (نسمة)                                         | 28.87 مليون                              | 4.24 مليون                                             |
| الكثافة السكانية (ن./كم²)                                 | 31.5                                     | 15.82                                                  |
| العاصمة                                                   | كاراكاس                                  | ويلينغتون، أوكلاند                                     |
| اللغة الرسمية                                             | اللغة الإسبانية، لغة الإشارة الفنزويلية ‏ | لغة إنجليزية، اللغة الماورية، لغة الإشارة النيوزيلندية |
| العملة                                                    | بوليفار فنزويلي                          | دولار نيوزيلندي، الجنيه النيوزيلندي                    |
| الناتج المحلي الإجمالي (بليون دولار)                      | 482.36 مليار                             | 205.85 مليار                                           |
| الناتج المحلي الإجمالي (تعادل القوة الشرائية) بليون دولار |                                          |                                                        |
| الناتج المحلي الإجمالي الاسمي للفرد دولار أمريكي          |                                          |                                                        |
| الناتج المحلي الإجمالي للفرد دولار أمريكي                 |                                          |                                                        |
| مؤشر التنمية البشرية                                      | 0.762                                    | 0.914                                                  |
| رمز المكالمات الدولي                                      | +58                                      | +64                                                    |
| رمز الإنترنت                                              | .ve                                      | .nz                                                    |
| المنطقة الزمنية                                           | 00                                       | ت ع م+13:00، ت ع م+12:00                               |

## منظمات دولية مشتركة
يشترك البلدان في عضوية مجموعة من المنظمات الدولية، منها:
| علم المنظمة | اسم المنظمة                        | تاريخ انضمام فنزويلا | تاريخ انضمام نيوزيلندا |
| ----------- | ---------------------------------- | -------------------- | ---------------------- |
|             | يونسكو                             | 25 نوفمبر 1946       | 4 نوفمبر 1946          |
|             | وكالة ضمان الاستثمار متعدد الأطراف | 9 مايو 1994          | 22 أبريل 2008          |
|             | الأمم المتحدة                      | 15 نوفمبر 1945       | 24 أكتوبر 1945         |
|             | الاتحاد البريدي العالمي            | ?                    | ?                      |
|             | البنك الدولي للإنشاء والتعمير      | 30 ديسمبر 1946       | 31 أغسطس 1961          |
|             | المنظمة الهيدروغرافية الدولية      | ?                    | ?                      |
|             | الاتحاد الدولي للاتصالات           | 13 أغسطس 1920        | 3 يونيو 1878           |
|             | منظمة حظر الأسلحة الكيميائية       | ?                    | ?                      |
|             | مؤسسة التمويل الدولية              | 28 ديسمبر 1956       | 31 أغسطس 1961          |
|             | منظمة التجارة العالمية             | ?                    | ?                      |
|             | منظمة الشرطة الجنائية الدولية      | ?                    | ?                      |

## وصلات خارجية
- موقع وزارة الخارجية الفنزويلية
- موقع وزارة الخارجية النيوزيلندية